# Fugaku (supercomputador)

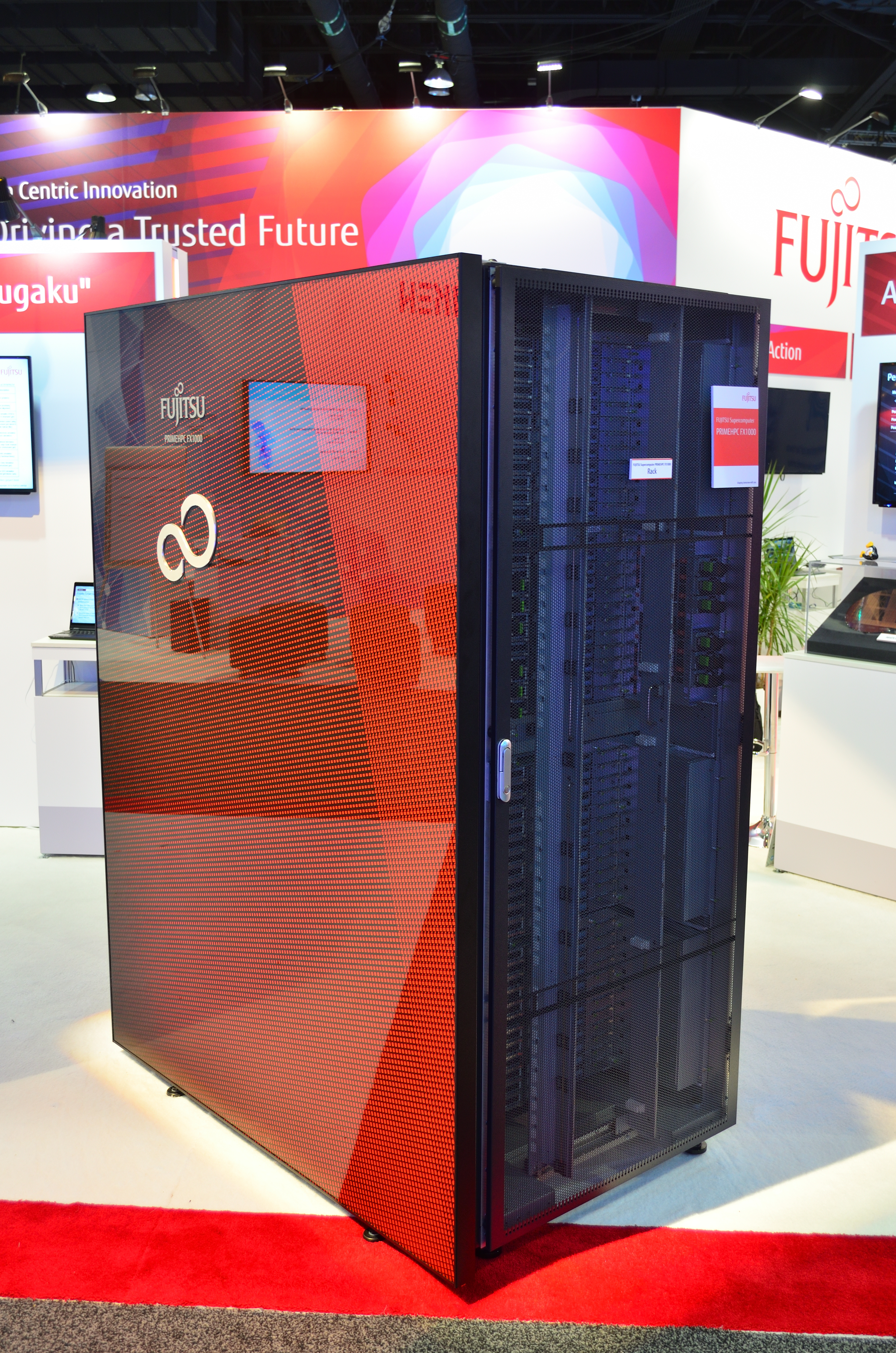
PRIMEHPC FX1000 (um dos "nós/racks" do Fugaku) em SC 19

Fugaku (富岳), nomeado após um nome alternativo para o Monte Fuji, é um dito supercomputador exascale (embora ainda seja apenas petascale nos benchmarks principais), do instituto RIKEN, localizado no Centro de Ciência Computacional em Kobe, Japão. Ele começou a ser desenvolvido em 2014 como sucessor do computador K e está oficialmente programado para começar a operar em 2021. O Fugaku fez sua estreia em 2020 e se tornou o supercomputador mais rápido do mundo na lista TOP500 de junho de 2020,  além de se tornar o primeiro computador baseado em arquitetura ARM a conseguir isso. Até então, fevereiro de 2021, o Fugaku é considerado o supercomputador mais rápido do mundo.

## Hardware
O supercomputador é construído com o microprocessador Fujitsu A64FX. Esta CPU é baseada na arquitetura de processador ARM versão 8.2A e adota as Scalable Vector Extensions para supercomputadores. O Fugaku foi projetado para ser cerca de 100 vezes mais poderoso do que o computador K (ou seja, uma meta de alcançar o desempenho de 1 exaFLOPS ).
A configuração inicial (junho de 2020) do Fugaku usava 158.976 CPUs A64FX unidas usando a fusão torus proprietária da Fujitsu. Um upgrade em novembro de 2020 aumentou o número de processadores.

## Software
O Fugaku usará um "sistema operacional leve com vários núcleos" denominado IHK/McKernel. O sistema operacional usa o Linux e o sistema McKernel, funcionando simultaneamente e lado a lado. A infraestrutura em que ambos os kernels são executados é chamada de Interface para Kernels Heterogêneos (IHK). As simulações de alto desempenho são executadas no McKernel, com Linux disponível para todos os outros serviços compatíveis com POSIX.
Além do software do sistema, o supercomputador executou muitos tipos de aplicações, incluindo vários benchmarks. Executando o principal benchmark HPL, usado pela TOP500, o Fugaku está em petascale e quase na metade da exascale. Além disso, Fugaku estabeleceu recordes mundiais em pelo menos três outros benchmarks, incluindo HPL-AI; em 2.0 exaflops, o sistema excedeu o limite exascale para o benchmark. Uma descrição desse benchmark é a seguinte:
O método solucionador escolhido é uma combinação da decomposição LU e de um refinamento iterativo executado posteriormente para trazer a solução de volta à precisão de 64 bits. A inovação do HPL-AI está em eliminar a necessidade de realizar a computação de 64 bits em todo o processo de solução e, em vez disso, optar por uma precisão baixa (provavelmente 16 bits) para a decomposição LU e uma iteração sofisticada para recuperar a precisão perdida na decomposição.

## Desempenho
O desempenho inicial relatado do Fugaku foi um Rmax de 416 petaFLOPS no benchmark LINPACK de alto desempenho FP64 usado pelo TOP500. Após o upgrade de novembro de 2020 no número de processadores, o desempenho do Fugaku aumentou para um Rmax de 442 petaFLOPS.
O Fugaku também alcançou primeiros lugares em outras classificações que testam computadores em diferentes cargas de trabalho, incluindo Graph 500, HPL-AI e HPCG . Nenhum supercomputador anterior liderou todas as quatro classificações ao mesmo tempo.
Após um upgrade de hardware, em novembro de 2020, "o Fugaku aumentou seu desempenho no novo benchmark de precisão mista HPC-AI para 2.0 exaflops, superando a marca de 1.4 exaflops registrada há seis meses. Estas representam as primeiras medições de benchmark acima de um exaflop para qualquer precisão em qualquer tipo de hardware. "(Um aumento de 42%)  Curiosamente, a contagem de núcleos Arm A64FX aumentou apenas 4,5%, para 7.630.848, mas o desempenho medido aumentou muito mais nesse benchmark (e o sistema não usa outros recursos de computação, como GPUs), e um pouco mais no TOP500, ou 6,4%, para 442 petaflops, um novo recorde mundial e ampliando a lacuna para o próximo computador nessa quantidade. Para o benchmark High-Performance Conjugate Gradient (HPCG), é mais de 5,4x mais rápido, a 16,0 HPCG-petaflops, do que o sistema número dois, Summit, que também é o segundo no TOP500.
O desempenho do Fugaku supera o desempenho combinado dos 4 supercomputadores seguintes na lista dos 500 melhores (quase os 5 seguintes) e ultrapassa em 45% a margem de todos os outros 10 melhores computadores no benchmark HPCG.

## Histórico
Em 23 de maio de 2019, o instituto RIKEN anunciou que o supercomputador passaria a se chamar Fugaku. Em agosto de 2019, o logotipo do Fugaku foi revelado; ele representa o Monte Fuji, simbolizando "o alto desempenho do Fugaku" e "a ampla gama de seus usuários". Em novembro de 2019, o protótipo do Fugaku conquistou o primeiro lugar na lista Green500. O embarque dos racks de equipamentos para as instalações da RIKEN começou em 2 de dezembro de 2019, e foi concluído em 13 de maio de 2020. Em junho de 2020, Fugaku se tornou o supercomputador mais rápido do mundo na lista TOP500, substituindo o IBM Summit.
Fugaku tem sido usado para pesquisas sobre máscaras relacionadas à pandemia COVID-19.

## Custo
Em 2018, a Nikkei relatou que o programa custaria ¥130 bilhões (c. US$ 1 bilhão).

## Comparação
| Nome              | Ano inicial | Ano de término | Desempenho ( PFLOPS ) | Custo (milhões de dólares) (não ajustado pela inflação) | Classificação TOP500                     | Fornecedor de CPU / GPU | CPU            | Sistema Operacional                   |
| ----------------- | ----------- | -------------- | --------------------- | ------------------------------------------------------- | ---------------------------------------- | ----------------------- | -------------- | ------------------------------------- |
| Fugaku            | 2020        | -              | 415                   | 1213                                                    | 1 de junho de 2020                       | Fujitsu                 | A64FX          | Kernel baseado em Linux personalizado |
| Summit            | 2018        | -              | 148                   | 300                                                     | Junho de 2018 a 1 de novembro de 2019    | IBM, NVIDIA             | POWER9, Tesla  | Linux (RedHat)                        |
| Sierra            | 2018        | -              | 94                    | 300                                                     | Novembro de 2018 a 2 de novembro de 2019 | IBM, NVIDIA             | POWER9, Tesla  | Linux (RedHat)                        |
| Sunway TaihuLight | 2016        | -              | 93                    | 280                                                     | Junho de 2016 a 1 de novembro de 2017    | NRCPC                   | Sunway SW26010 | Linux (Raise)                         |
| K                 | 2011        | 2019           | 10                    | 1045                                                    | Junho de 2011 a 1 de novembro de 2011    | Fujitsu                 | SPARC64 VIIIfx | Linux                                 |